# Název barvy
Název barvy je slovo nebo slovní spojení které označuje konkrétní barvu a odkazuje na kategorizaci barevného prostoru, zpravidla rozlišované na základě tří atributů: odstínu, světlosti a sytosti. Způsob jakým různé jazyky klasifikují barvy se přes určité univerzální tendence liší a tak nejsou termíny pro ně vždy jasně přeložitelné – japonština například nerozlišuje modrou a zelenou, zatímco ruština namísto modré má dvě základní barvy: světle modrou (goluboj) a tmavě modrou (sinij). Tyto rozdíly nevyplývají z odlišného fyziologického vnímání, mají čistě jazykový charakter.
Antropolog Brent Berlin a lingvista Paul Kay ve svém díle Basic Color Terms: Their Universality and Evolution z roku 1969 definovali pojem základní barvy na základě těchto kritérií:
- jsou monolexemická, skládající se z jedno slova, nespadají tak mezi ně tak například výrazy jako modro-zelený či světle žlutý
- nejsou hyponymní k jinému názvu barvy, příkladem jsou barvy jako karmínová či šarlatová chápané jako odstíny červené
- jejich použití není omezeno pouze na úzkou skupinu entit, například jako výraz blond používaný pro vlasy nebo vraný používaný pro koně
- mělo by být v jazyce dostatečně široce užívané, nemělo by jít o výraz ze slangu či idiolektu

Vedle těchto základních kritérií ještě uvádí kritéria pomocná:
- označení základních barev by mělo být možné dále rozvíjet, zatímco ze žluté může vzniknout nažloutlý, tak z béžové nevzniká „nabéžovělý“
- nemělo by jít o označení motivované, odkazující k nositeli či látce, jako je zlatý, lososový, šeříkový a podobně. Vzhledem k tomu že se jedná o pomocné kritérium, nevyřazuje to nutně výrazy jako oranžový a růžový, které splňují všechna kritéria hlavní.
- neměla by být vypůjčena z jiných jazyků, měla by vzniknout v daném lexikálním systému

Podle Berlina a Kaye se označení barev zakládají maximálně na jedenácti ohniscích a v rámci vývoje jazyka dochází k jejich vzniku následovně:
[ bílá, černá ] > [ červená ] > [ zelená, žlutá ] > [ modrá ] > [ hnědá ] > [ fialová, růžová, oranžová, šedá ]
Pozdější výzkumy vedly k určitým upřesněním, například trojice prvních barev původně spíše znamená „světlá, tmavá a sytá“, nebo zjištěním, že mnohé jazyky slučují modrou a zelenou, a červenou a žlutou, některé i žlutou a zelenou. Vůči univerzalismu Berlina a Kaye a jejich následovníků se staví zastánci relativistického pohledu, kteří upozorňují na mnohé výjimky z popsaného systému a chápou jej jako zplošťující a jednostranně vycházející z jazyků západní společnosti.